# Vissec
Vissec est une commune française du département du Gard, en région Occitanie.
Vissec est une commune rurale qui compte 68 habitants en 2022, après avoir connu un pic de population de 394 habitants en 1836. Ses habitants sont appelés les Vissecois et Vissecoises ou Vissecols (prononcer : Vissegols avec le S).
Exposée à un climat de montagne, elle est drainée par la Vis, la Virenque, le ruisseau de Sorbs et par un autre cours d'eau. La commune possède un patrimoine naturel remarquable : cinq sites Natura 2000 (le « causse de Campestre et Luc », le « causse de Blandas », les « gorges de la Vis et de la Virenque », le « causse du Larzac » et les « gorges de la Vis et cirque de Navacelles ») et six zones naturelles d'intérêt écologique, faunistique et floristique.
Vissec est située entre trois causses : le Larzac, le causse de Campestre et le causse de Blandas. Avec 48 habitants recensés en 2006 (contre 265 en 1881), elle se situe à la cinquième place des communes du Gard les moins peuplées.
Le patrimoine architectural de la commune comprend un immeuble protégé au titre des monuments historiques : le château, inscrit en 2009.

## Géographie

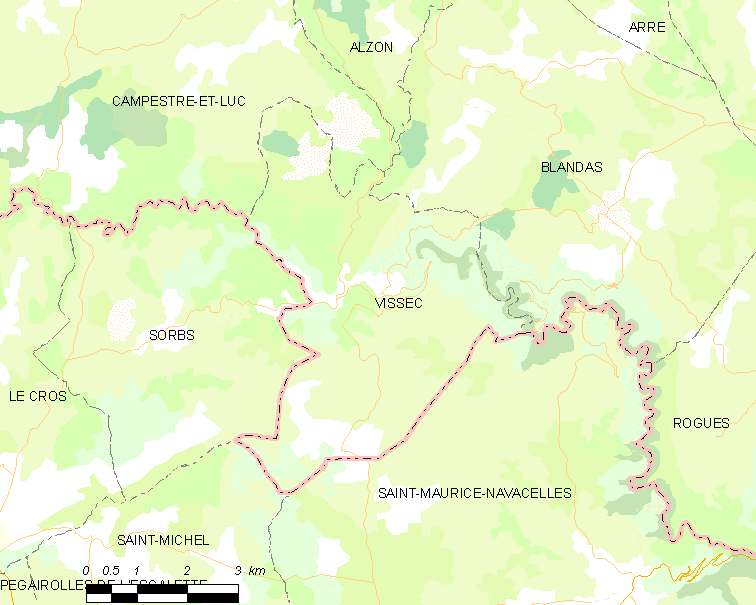
Carte.

Situé en aval d’une confluence de vallées (celles de la Vis et de la Virenque), dans un milieu karstique, le village de Vissec est remarquable par sa situation en zone de lit sec, au fond du cirque éponyme. L'eau de la rivière de la Vis « disparaît » en effet au sortir d’Alzon, précisément au Moulin de Larcy, et la Virenque en fait de même au sein de sa propre vallée. Ce n’est que de manière épisodique, lors de grosses pluies en amont, que la rivière resurgit au sein de son lit. A quatre kilomètres en aval, le cirque de Navacelles est quant à lui situé au-delà de la résurgence naturelle de la Vis.
Le village est à 464 m d'altitude (référence prise sur la place devant le château). Les moulins de la résurgence de la Foux sont à 358 m.

### Communes limitrophes
Le territoire de Vissec s'étend, outre la vallée de la Vis, sur le causse de Campestre (Campestre-et-Luc), sur le causse de Blandas (Blandas) et sur le causse du Larzac (Sorbs, Saint-Michel-d'Alajou et Saint-Maurice-Navacelles).

### Présentation
Située dans la zone sud des grands causses majeurs (Larzac méridional et ses annexes, causses de Blandas et de Campestre), la commune de Vissec présente par rapport à ses voisines caussenardes une originalité géographique certaine.
En effet, toutes les communes des causses voisins ont leur chef-lieu installé sur le plateau et leur territoire s’étend sur les versants de la vallée voisine jusqu’à son talweg. C’est le cas de Blandas et de Rogues sur le causse de Blandas, de Campestre-et-Luc sur le causse de Campestre, et aussi de Saint-Maurice ou de Sorbs sur le Larzac méridional.
Pour Vissec, il en va tout autrement : le chef-lieu est au fond du cirque éponyme dans la vallée (en l’occurrence la vallée sèche de la Vis) et l’essentiel de son territoire occupe les versants de la Vis. S’y ajoutent trois morceaux de plateaux : l’extrême langue sud-ouest du causse de Blandas, une portion du causse de Campestre et une partie de Larzac méridional.
Dans les deux cas, on sent la nécessité pour les anciennes communautés villageoises de maîtriser un terroir aux potentialités complémentaires :
- un morceau de plateau pour la culture dans les dépressions et pour l’élevage dans les zones incultes ;
- un versant pour le bois ou les parcours (à l’ubac) ou pour la vigne et quelques cultures de céréales (à l’adret) ;
- un fond de rivière pour les cultures sur basses terrasses alluviales (chanvre, légumes, etc.) et pour l’eau (si toutefois la rivière n’est pas sèche).

La géographie du territoire vissecol est donc à la fois très classique du milieu caussenard, par l’existence d’un finage qui associe les trois éléments essentiels à la vie d’une communauté ancienne, et très originale, par la répartition de ces éléments à partir du centre villageois.

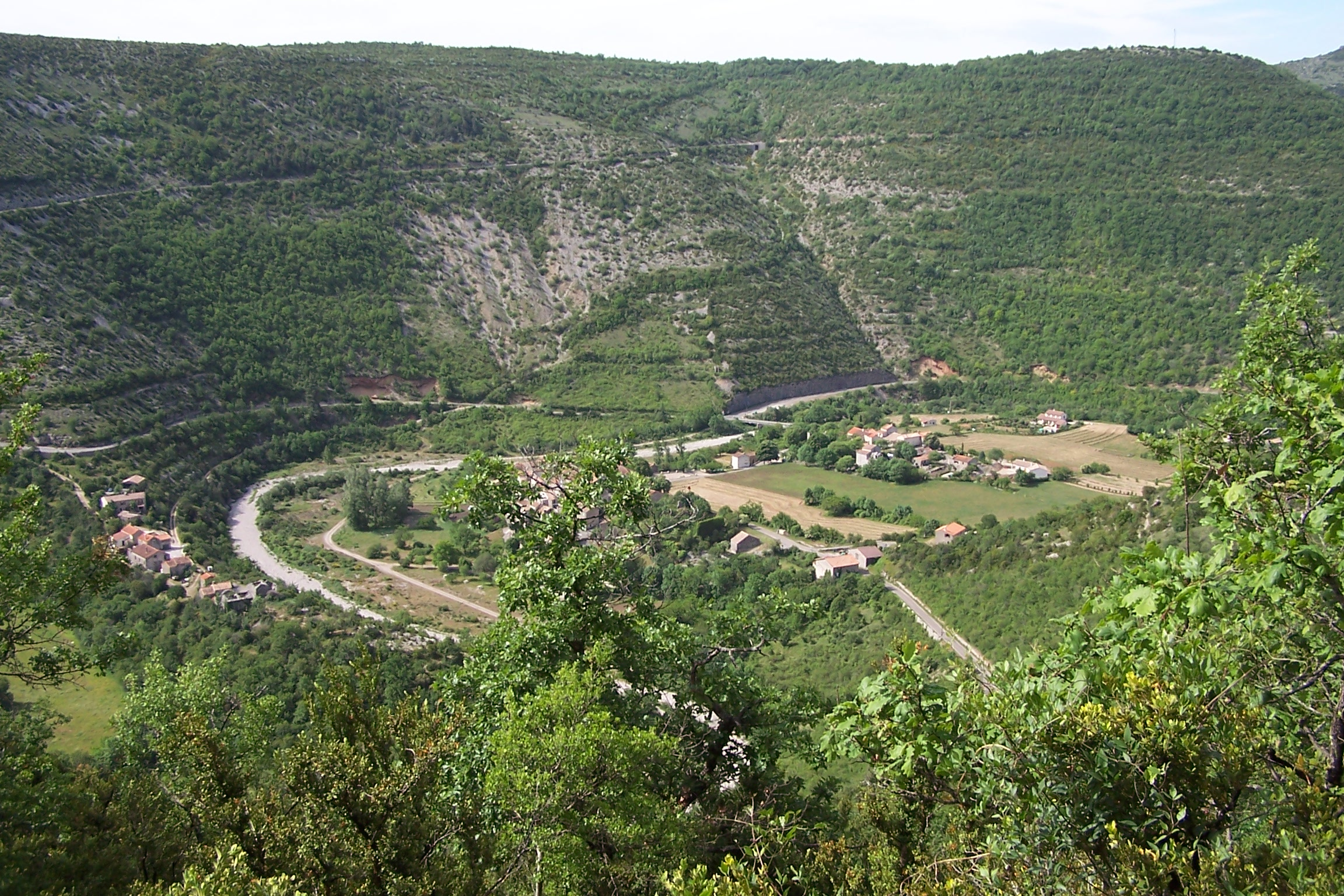
Vue du village de Vissec.

### Relief
À la différence des autres communes des causses, l’élément structurant du paysage vissecol n’est donc pas le plateau mais la vallée.
Le dénivelé entre le talweg et le plateau va en s’accentuant vers l’aval mais est en moyenne de 250 mètres ; l’altitude du plateau étant de l’ordre de 700 à 710 mètres avec des points hauts culminants entre 730 et 780 mètres.
La vallée a été creusée par la Vis et la Virenque, au cours de l’ère quaternaire (c’est-à-dire pendant les trois derniers millions d’années). Le quaternaire étant  une période froide, entrecoupée de courtes « interglaciaires », l’essentiel du processus d’érosion s’est donc développé sous climat périglaciaire.
Le creusement s’est effectué dans une série de terrains sédimentaires d’âge jurassique formé de strates calcaires ou argilo-calcaires affectées par des failles.
Or, la Vis et la Virenque sont des rivières allogènes venues des Cévennes voisines : en milieu calcaire, elles provoquent une érosion chimique et mécanique forte car leurs eaux sont peu minéralisées et charrient des galets de quartz et de granit (les « albarons »).
Le relief associe donc trois types de modelé : fluvial, périglaciaire et karstique.
- Le modelé fluvial est naturellement surtout visible dans la vallée. En amont de leur confluence, la Vis et la Virenque ont un parcours sinueux mais globalement rectiligne : du nord au sud pour la Vis, du nord-ouest au sud-est pour la Virenque. Leur confluence à laquelle s’ajoute celle du vallat des Mourgues est due à la présence d’une zone lithologiquement fragilisée par la grande faille sud-ouest/nord-est qui traverse le territoire vissecol.

En aval de la confluence se développe une série de méandres encaissés dont le premier (celui des Pailhés), probablement recoupé à l’interglaciaire Riss-Wurm(c’est-à-dire, il y a environ 100 000 ans) mais peut-être avant, a été à l’origine d’une terrasse alluviale formée par le bras abandonné du méandre. C’est en ce lieu, rare espace agricole disponible en fond de vallée, que s’est installé, bien plus tard, le village de Vissec.
Le modelé fluvial est également à l’origine des terrasses alluviales récentes qui s’étirent le long du lit majeur de la rivière. Il se manifeste également sur les versants convexes de la vallée : les versants à degrés sont dus à l’érosion différentielle en fonction de la résistance des roches calcaires. En amont de la foux de la Vis, le canyon emboîté dans les calcaires bathoniens ressort aussi de l’érosion fluviale même si le mécanisme précis de son creusement n’est toujours pas l’objet d’un consensus de la part des spécialistes.
- Le modelé périglaciaire s’observe sur les versants concaves de la vallée. Il date de la dernière glaciation (Wurm) et se traduit surtout par des versants régularisés par des coulées de solifluxion argileuses mêlées de débris gelifractés (sistes) ou d’éboulis de gravité (les « gravas »dans le langage local).

À noter, cependant, que le versant sud de la vallée (l’ubac), qui fait face au village de Vissec, n’est plus régularisé car le surpâturage ovin et surtout caprin depuis le Moyen Âge y a provoqué un intense ravinement.
- Le modelé karstique est omniprésent du fait de la nature calcaire du terroir. On peut donc observer toutes les formes classiques du relief karstique, à l’exception toutefois du poljé ; mais celui de la Rigalderie, sur le causse de Blandas, est tout proche.

### Climat
Pour des articles plus généraux, voir Climat de l'Occitanie et Climat du Gard.
En 2010, le climat de la commune est de type climat des marges montargnardes, selon une étude s'appuyant sur une série de données couvrant la période 1971-2000. En 2020, Météo-France publie une typologie des climats de la France métropolitaine dans laquelle la commune est exposée à un climat méditerranéen et est dans une zone de transition entre les régions climatiques « Provence, Languedoc-Roussillon » et « Sud-est du Massif Central ».
Pour la période 1971-2000, la température annuelle moyenne est de 11,4 °C, avec une amplitude thermique annuelle de 15,5 °C. Le cumul annuel moyen de précipitations est de 1 144 mm, avec 9,1 jours de précipitations en janvier et 4,1 jours en juillet. Pour la période 1991-2020, la température moyenne annuelle observée sur la station météorologique la plus proche, située sur la commune d'Alzon à 8 km à vol d'oiseau, est de 11,5 °C et le cumul annuel moyen de précipitations est de 1 372,8 mm,. Pour l'avenir, les paramètres climatiques de la commune estimés pour 2050 selon différents scénarios d'émission de gaz à effet de serre sont consultables sur un site dédié publié par Météo-France en novembre 2022.

### Milieux naturels et biodiversité

#### Réseau Natura 2000

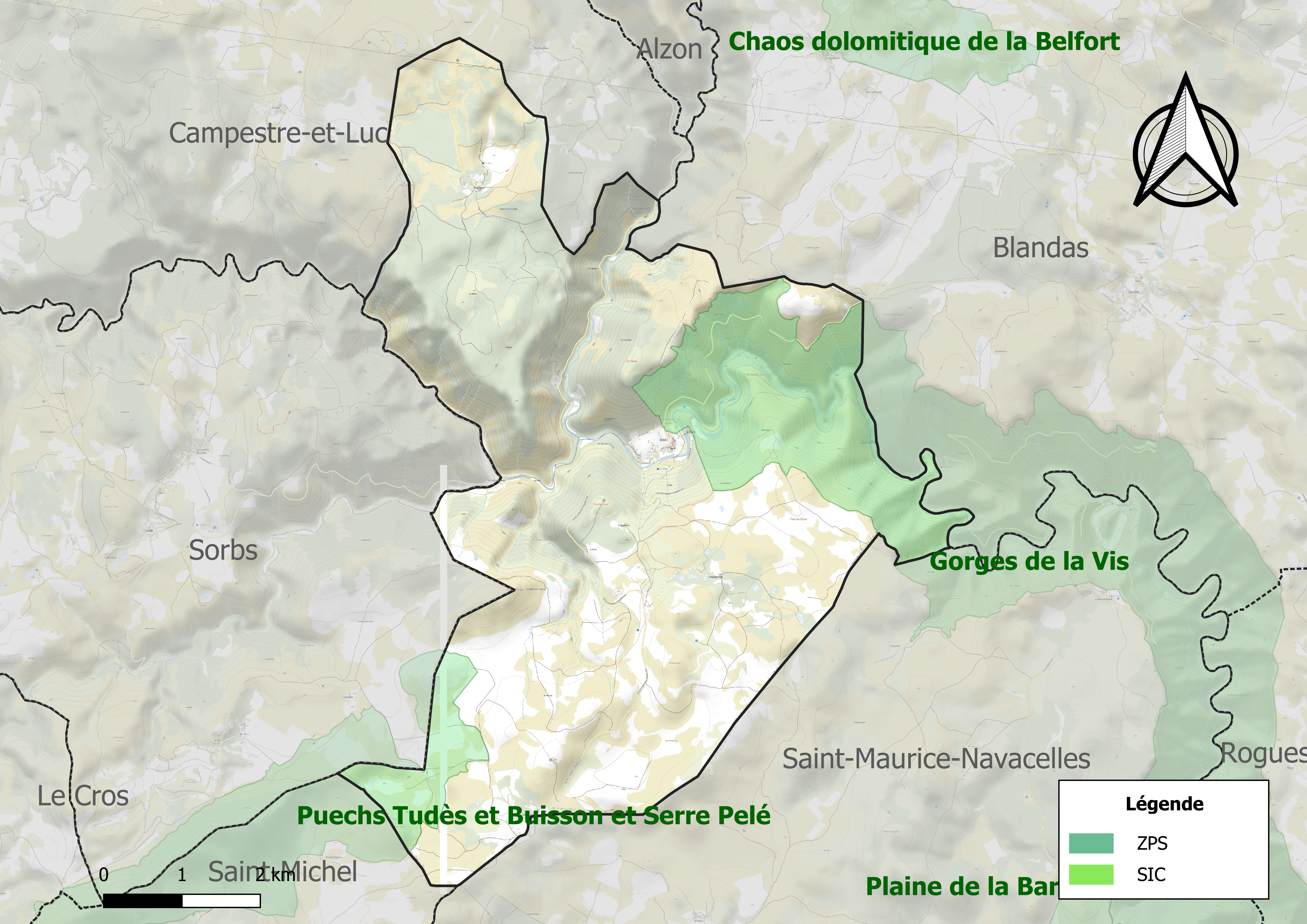
Sites Natura 2000 sur le territoire communal.

Le réseau Natura 2000 est un réseau écologique européen de sites naturels d'intérêt écologique élaboré à partir des directives habitats et oiseaux, constitué de zones spéciales de conservation (ZSC) et de zones de protection spéciale (ZPS).
Trois sites Natura 2000 ont été définis sur la commune au titre de la directive habitats :
- le « causse de Campestre et Luc », d'une superficie de 3 624 ha, fait partie des causses méridionaux, un ensemble régional original unique en Europe. Il est le plus grand ensemble de formations herbeuses sèches semi-naturelles en France et abrite un grand nombre d’espèces endémiques[10] ;
- le « causse de Blandas », d'une superficie de 7 913 ha, fait partie des causses méridionaux, un ensemble régional original unique en Europe. Il est le plus grand ensemble de formations herbeuses sèches semi-naturelles en France et abrite un grand nombre d’espèces endémiques[11] ;
- les « gorges de la Vis et de la Virenque », d'une superficie de 5 501 ha, un grand site régional qui entaille et sépare l'ensemble des grands causses méridionaux. Il présente deux intérêts majeurs : des habitats aquatiques et des ripisylves, avec six espèces de l'annexe II et des habitats de rochers avec des chauves-souris, les pentes avec de grands éboulis et des pentes boisées de hêtraie calcicole[12] et trois au titre de la directive oiseaux[9] :
- le « causse du Larzac », d'une superficie de 29 556 ha. il fait partie des causses méridionaux, un ensemble régional original unique en Europe. Il est le plus grand ensemble de formations herbeuses sèches semi-naturelles en France et abrite un grand nombre d’espèces endémiques[13] ;
- les « gorges de la Vis et cirque de Navacelles », d'une superficie de 20 277 ha, qui offrent aux oiseaux les milieux nécessaires à la reproduction, à l’hivernage ou au repos en phase migratoire. Il compte, à différentes périodes de l’année, un grand nombre d’espèces remarquables à l’échelle européenne[14] ;
- le « causse du Larzac », d'une superficie de 29 555 ha. Ce site abrite 17 espèces d'oiseaux d'intérêt communautaire pour la plupart liées pour leur reproduction et/ou leur alimentation aux milieux ouverts (dont le Bruant ortolan, le Pipit rousseline, l'Alouette lulu, la Pie-grièche écorcheur, etc… en effectifs bien représentées par rapport à la moyenne nationale)[15] ;

#### Zones naturelles d'intérêt écologique, faunistique et floristique
L’inventaire des zones naturelles d'intérêt écologique, faunistique et floristique (ZNIEFF) a pour objectif de réaliser une couverture des zones les plus intéressantes sur le plan écologique, essentiellement dans la perspective d’améliorer la connaissance du patrimoine naturel national et de fournir aux différents décideurs un outil d’aide à la prise en compte de l’environnement dans l’aménagement du territoire.
Une ZNIEFF de type 1 est recensée sur la commune :
les « puechs Tudès et Buisson et Serre Pelé » (394 ha), couvrant 4 communes dont 1 dans le Gard et 3 dans l'Hérault et cinq ZNIEFF de type 2, : 
- le « causse de Blandas » (9 113 ha), couvrant 12 communes dont 11 dans le Gard et 1 dans l'Hérault[18] ;
- le « causse et contreforts du Larzac et Montagne de la Séranne » (44 035 ha), couvrant 33 communes dont 1 dans l'Aveyron, 2 dans le Gard et 30 dans l'Hérault[19] ;
- les « causses de Campestre » (3 558 ha), couvrant 4 communes dont 1 dans l'Aveyron et 3 dans le Gard[20];
- les « gorges de la Vis » (3 661 ha), couvrant 8 communes dont 5 dans le Gard et 3 dans l'Hérault[21];
- les « gorges de la Vis et de la Virenque » (9 620 ha), couvrant 16 communes dont 10 dans le Gard et 6 dans l'Hérault[22];

Carte des ZNIEFF de type 1 et 2 à Vissec.
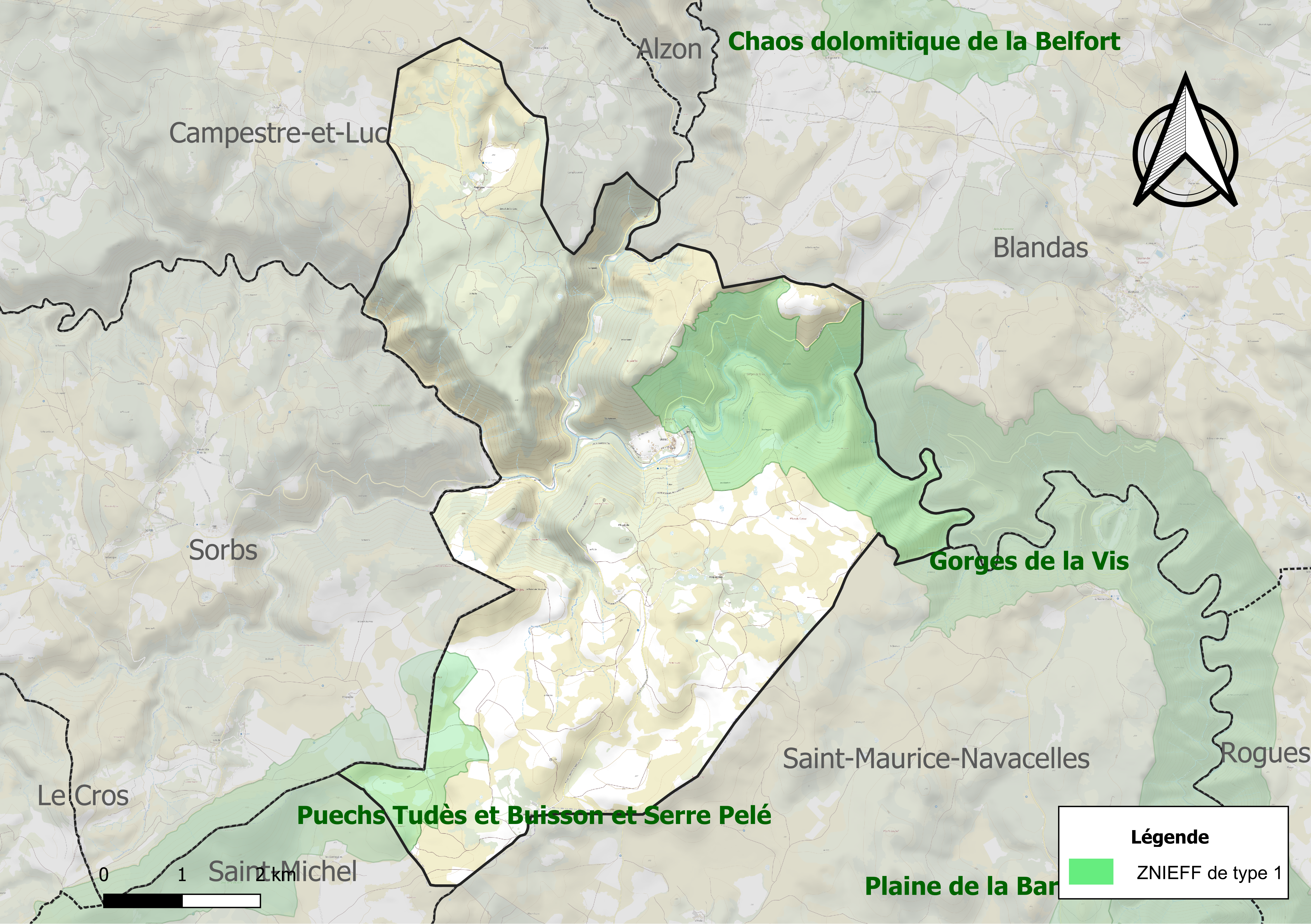
Carte des ZNIEFF de type 1 sur la commune.
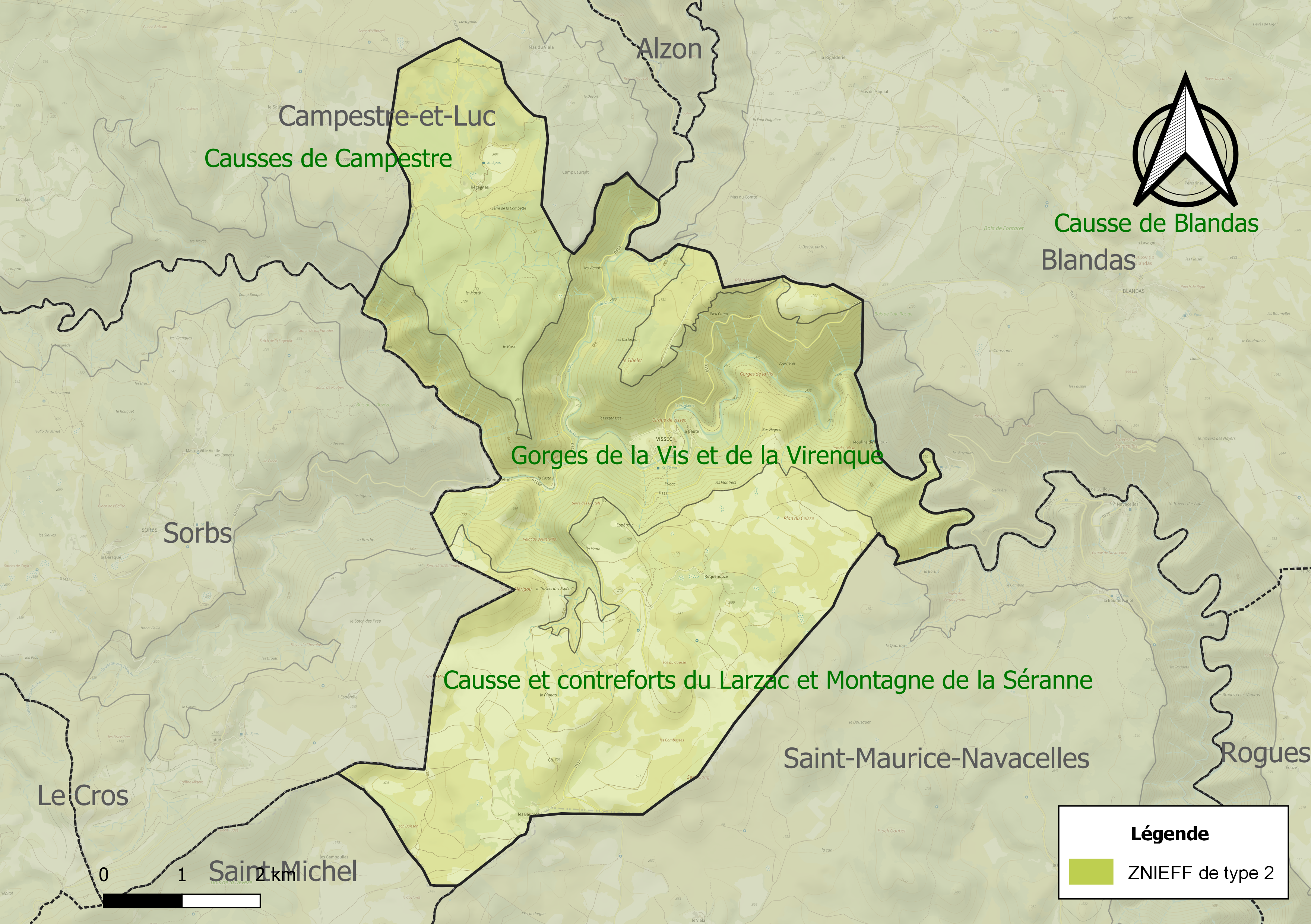
Carte des ZNIEFF de type 2 sur la commune.

## Urbanisme

### Typologie
Au 1er janvier 2024, Vissec est catégorisée commune rurale à habitat très dispersé, selon la nouvelle grille communale de densité à sept niveaux définie par l'Insee en 2022.
Elle est située hors unité urbaine et hors attraction des villes,.

### Occupation des sols
L'occupation des sols de la commune, telle qu'elle ressort de la base de données européenne d’occupation biophysique des sols Corine Land Cover (CLC), est marquée par l'importance des forêts et milieux semi-naturels (87,2 % en 2018), une proportion sensiblement équivalente à celle de 1990 (87,7 %). La répartition détaillée en 2018 est la suivante : 
milieux à végétation arbustive et/ou herbacée (62,4 %), forêts (24,8 %), zones agricoles hétérogènes (8,2 %), prairies (4,6 %). L'évolution de l’occupation des sols de la commune et de ses infrastructures peut être observée sur les différentes représentations cartographiques du territoire : la carte de Cassini (XVIIIe siècle), la carte d'état-major (1820-1866) et les cartes ou photos aériennes de l'IGN pour la période actuelle (1950 à aujourd'hui).

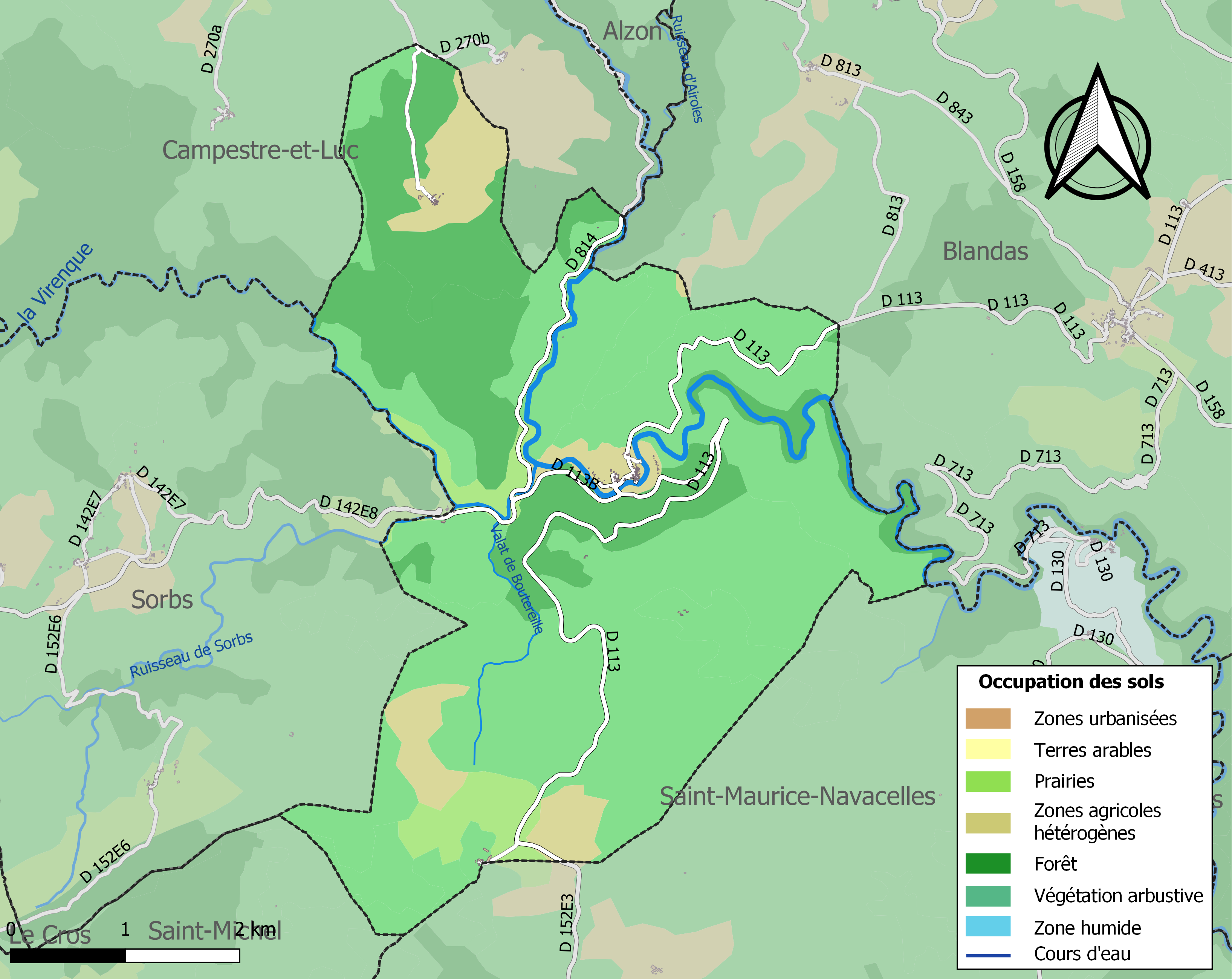
Carte des infrastructures et de l'occupation des sols de la commune en 2018 (CLC).

### Risques majeurs
Le territoire de la commune de Vissec est vulnérable à différents aléas naturels : météorologiques (tempête, orage, neige, grand froid, canicule ou sécheresse), inondations, feux de forêts, mouvements de terrains et séisme (sismicité faible). Un site publié par le BRGM permet d'évaluer simplement et rapidement les risques d'un bien localisé soit par son adresse soit par le numéro de sa parcelle.
Certaines parties du territoire communal sont susceptibles d’être affectées par le risque d’inondation par débordement de cours d'eau, notamment la Vis et la Virenque. La commune a été reconnue en état de catastrophe naturelle au titre des dommages causés par les inondations et coulées de boue survenues en 1982, 1992, 1994 et 2014,.

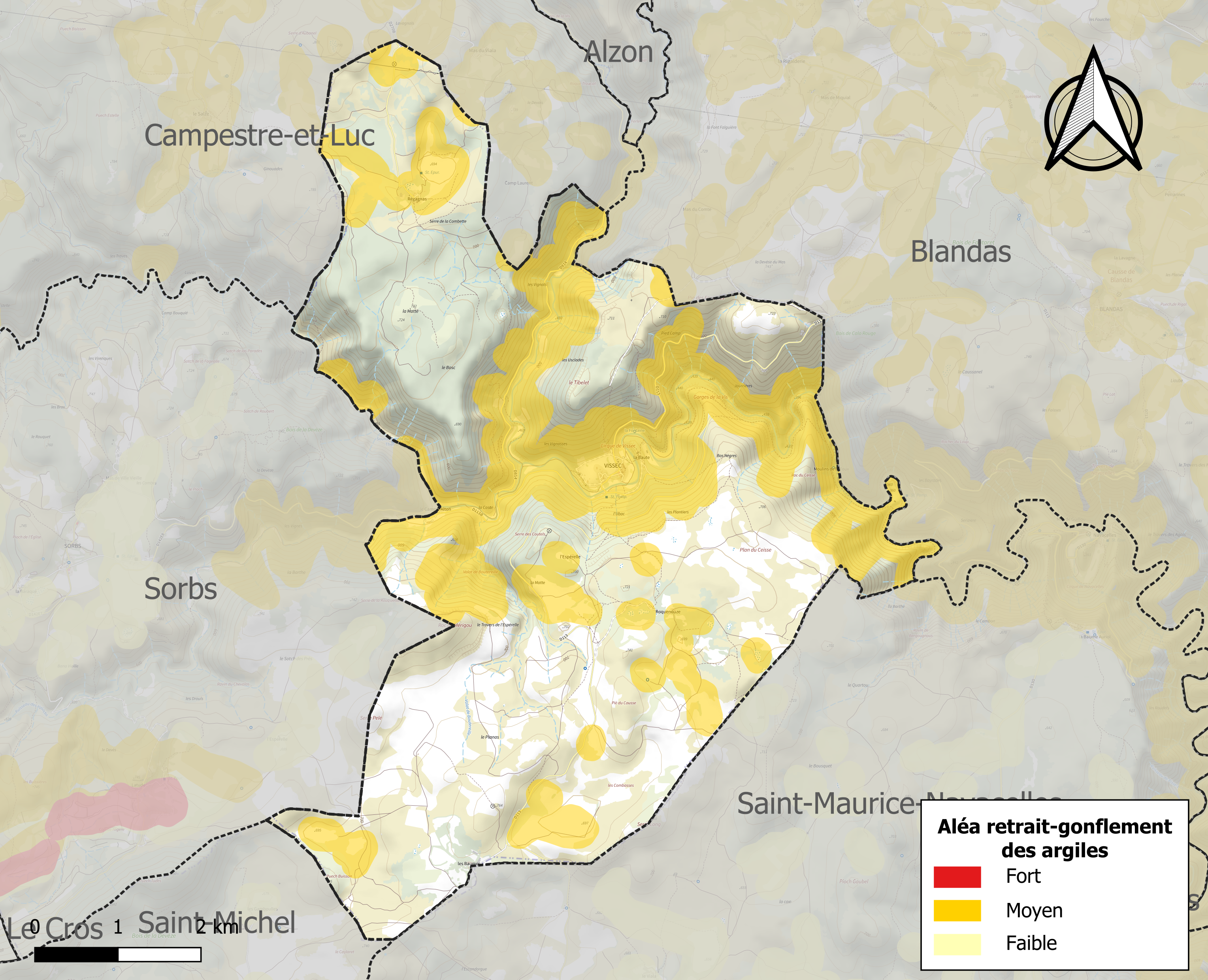
Carte des zones d'aléa retrait-gonflement des sols argileux de Vissec.

La commune est vulnérable au risque de mouvements de terrains constitué principalement du retrait-gonflement des sols argileux. Cet aléa est susceptible d'engendrer des dommages importants aux bâtiments en cas d’alternance de périodes de sécheresse et de pluie. 35,7 % de la superficie communale est en aléa moyen ou fort (67,5 % au niveau départemental et 48,5 % au niveau national). Sur les 68 bâtiments dénombrés sur la commune en 2019, 66 sont en aléa moyen ou fort, soit 97 %, à comparer aux 90 % au niveau départemental et 54 % au niveau national. Une cartographie de l'exposition du territoire national au retrait gonflement des sols argileux est disponible sur le site du BRGM,.
Par ailleurs, afin de mieux appréhender le risque d’affaissement de terrain, l'inventaire national des cavités souterraines permet de localiser celles situées sur la commune.

## Toponymie

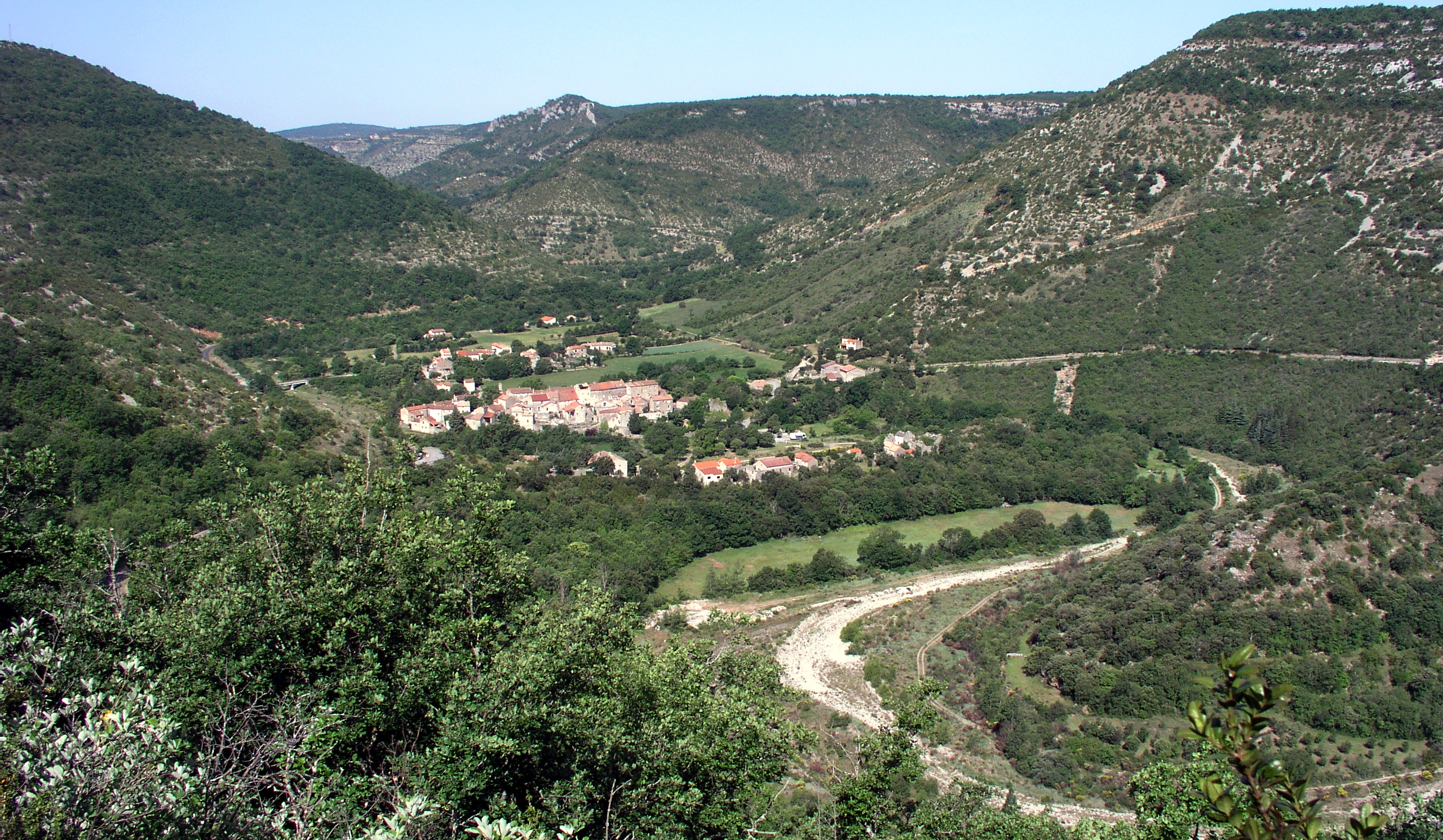
Le village de Vissec et les méandres à sec de la Vis.

Vissec : Rivière sèche. Viro-Sicco (1084, Cartulaire de N.D. de Nîmes). Jusqu'à la fin de l'ancien régime, le nom de Vis désigne en amont du confluent de Vissec la rivière connue aujourd'hui sous le nom de Virenque tandis que celle appelée Vis actuellement se nommait alors Alzon (prononcer alzou). Virenque est la vallée et non le cours d'eau.
Visséc, Visseq ou Vissecq se retrouvent ainsi écrits dans quelques archives. Virsec en occitan.
Quelques noms de hameaux, de quartiers ou de fermes : Régagnas : terre rude. L'Espérelle : halte. Roquenouze : endroit rocheux propre aux noyers. Les Baumes : grottes. Les Pailhès : paillers. L'Escope : enfourchure de branche ou l'échoppe la boutique. La Baute : La Volte  (La Boucle).

## Histoire

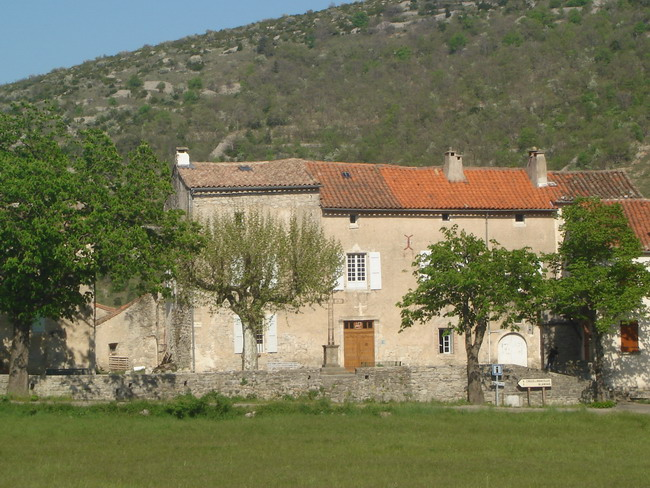
Château de Vissec - IMH.

Les premiers Vissec sont connus par le cartulaire de Gellone : Geraldi Deusde de Virsech en 1077, Geraldi en 1112, Raimundus en 1164.
Le château de Vissec (Virsec en occitan) est mentionné dès 1084. Le village n'est certainement pas situé sur l'emplacement de l'évêché mérovingien disparu d'Arisitum, Arisidium ou Arisidum (Peut faire : Aride et nous sommes à Vissec où La VIS est sèche, d'aucun l'appelle Le Vissec), comme le prétendent certains. Pourtant, un texte en latin le présente comme "l'esprit d'une source". Cette description colle au terrain. La Vis disparaît en amont du village, pour ré-apparaître en aval.
La maison de Vissec est l'une des plus anciennes et des plus considérables du Languedoc. On doit son origine aux terres et château du même nom à l'extrémité des diocèses de Lodève et d'Alais. Les anciens seigneurs de Vissec ajoutaient aux titres de leur terre, la qualité de puissants seigneurs. Ce titre fut porté par trois évêques au XIVe siècle et fut surtout illustré par la famille de Vissec de Latude.
Le 27 avril 1497, Jean de Montfaucon, seigneur de Vissec depuis son mariage avec Antoinette Millasse (Meillasse, Milhasse), Dame de Vissec, le 3 août 1458, sous le roi Charles VII, se présente devant noble et puissant Jean Pierre, seigneur de Pierrefort (Peyrefort), Ganges et Hierle et promet de s’obliger envers lui comme le firent ses prédécesseurs aux seigneurs d’Hierle.
En 1541, Françoise de Pierre, baronne de Pierrefort et d'Hierle, femme de Jean de Boyer, seigneur de Vénéjan, vend la baronnie d'Hierle à Fulcrand de Montfaucon, seigneur de Vissec.
Le 2 novembre 1570, Jacques de Montfaucon, seigneur de Vissec, licencié en Droit, premier consul de Montpellier, président à la cour des aides de cette ville, assiste aux États généraux de la province à Beaucaire. Vissec dépend de la baronnie d'Hierle (Iherle, Hierles, Hyerle, Yrle ou Yerle), puisque les Montfaucon en sont les barons.
Fulcrand de Montfaucon, fils de Jacques épouse en 1578 Anne de Brancas, fille de André Baptiste de Brancas, seigneur de Villars, amiral de France.
Le 27 août 1628, dans le cadre de la guerre entre protestants et catholiques, le duc de Rohan donne l'ordre à Fulcran II d'Assas de raser totalement le château, les maisons du village de Vissec et le moulin de la Foux. En septembre, apprenant que la mise aux enchères du rasement n'a rien donné, il ordonne à la viguerie du Vigan d'envoyer un dénommé Carrière avec 60 soldats et 120 pionniers et maçons. Le 22 décembre 1628, Carrière réclame le paiement de tous les frais de sa troupe qui est restée à Vissec jusqu'à entière démolition. Si les remparts et les points défensifs ont été mis à bas, Christophe de Montfaucon, baron de Vissec, baron d'Hierle peut encore vivre dans ce qui reste des bâtiments. Christophe de Montfaucon fait réparer la forteresse (le Castellas) vers 1646.

Blason de Michel de Montfaucon, marquis de Vissec.

Le 22 juillet 1654, Pierre de Montfaucon (1610-1675) et sa bande sont condamnés à mort par le Tribunal de Castres, mais un document de 1658 tend à démontrer la manipulation des témoignages pour arriver à cette condamnation, à la suite de toutes leurs exactions (assassinats, viols, pillages, etc.). S'ajoute à cette condamnation, le 15 septembre 1655, le rasement des fortifications de Vissec et le comblement des fossés. Le démantèlement a lieu du 26 au 28 juin 1656, mais Pierre de Montfaucon (1610-1675) court toujours. Il est arrêté en 1660 et incarcéré à la citadelle de Sedan. En 1668, il est libéré grâce à l'intervention du prince de Conti, Armand de Bourbon-Conti. Le 18 février 1668, il signe un acte en son château de Vissec en faveur du prieur de Navacelle (AD du Gard : 2 E78/37). Anne-Jacquette du Faur de Pibrac (1649-1709), petite-fille de Guy du Faur de Pibrac, deuxième épouse de Pierre depuis leur mariage, le 20 février 1669, gère Vissec pour son époux, puis pour son fils Michel. Michel de Montfaucon, marquis de Vissec, baron d'Hierle réside au Vigan, mais séjourne aussi à Vissec, dans la partie du château féodal, réaménagée en manoir, confrontant au couchant la place.

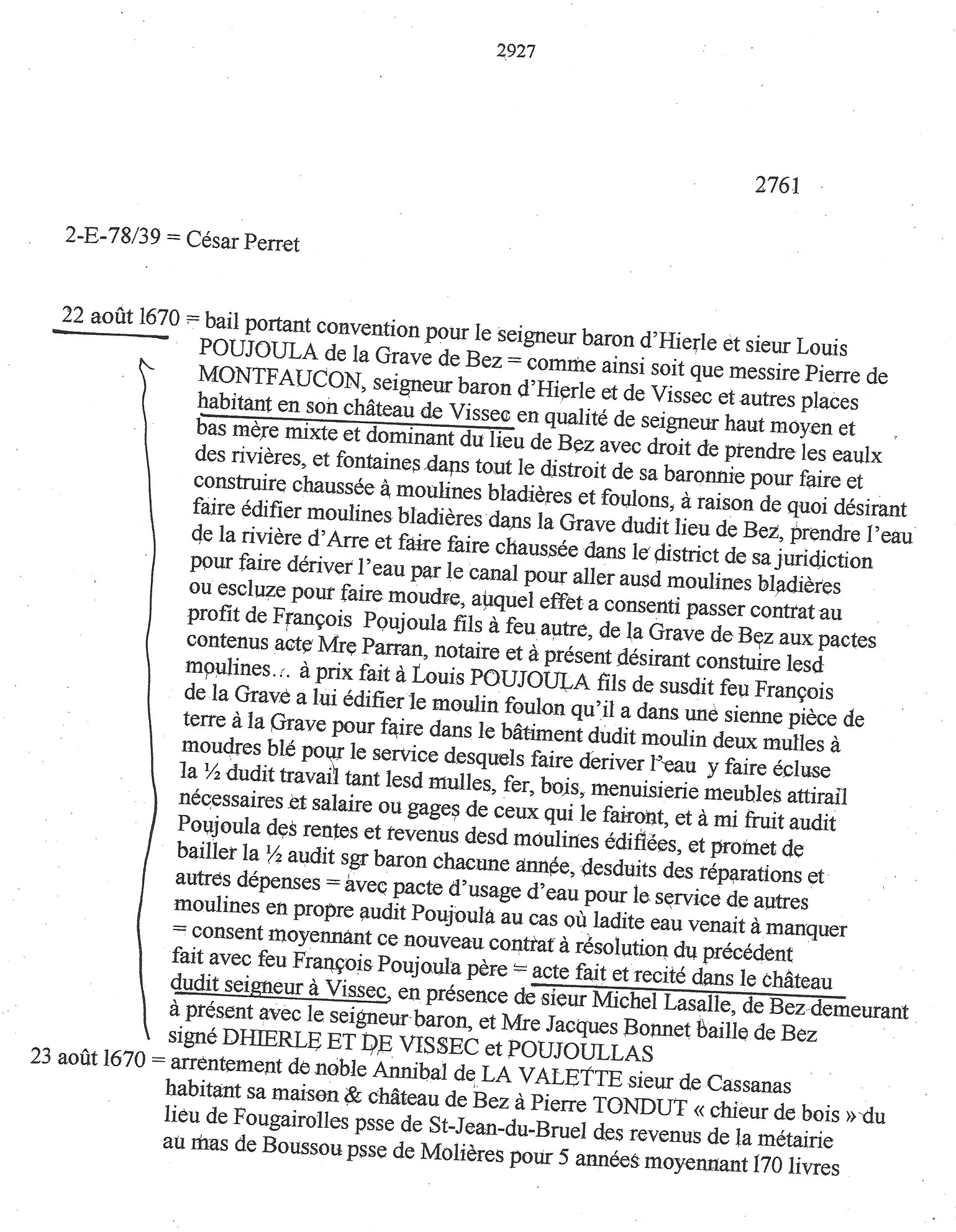
Texte du 22 août 1670 dans lequel le château de Vissec est cité deux fois (Archives départementales du Gard).

L'église actuelle fut édifiée à partir de 1698, en remplacement de l'église primitive détruite en 1628,qui était dotée d'une sauveté de 30 dextres(600m²) créée par une bulle du Pape Adrien IV. À la mort d'Anne de Crouzet, veuve de Michel Marc Antoine César de Montfaucon, en 1762, Jean Alexandre de la Tour du Pin de Verclause, beau-frère de la défunte, hérite des biens et des titres de Vissec, par substitution. En 1792, les biens appartenant à Alexandre-César de la Tour du Pin, marquis de Vissec, baron d'Hierle deviennent des biens nationaux. Le château (le Castel) est pillé, on enlève toutes traces de blasons, on défonce des portes, ainsi que les parquets du premier étage. Des lots sont établis pour la mise aux enchères du domaine. Maître Jean-Jacques Capion, notaire au Vigan, les achète tous sauf un, qui est exclusivement composé de terres et qui est acheté par des habitants de Vissec. Cette bâtisse fut réunie en 2000 au décès d'un autre Joseph Bourrier, propriétaire de Roquenouze.

### Monuments historiques
Par arrêté du préfet de la région Languedoc-Roussillon en date du 2 février 2009, deux sites du village de Vissec ont été inscrits au titre des monuments historiques :
- Les ruines de l'ancien château (dit Castellas). Ces ruines, situées à l'entrée Nord du village, sont une propriété privée qui ne se visite pas.
- La demeure seigneuriale (Le château de Vissec, attesté par de nombreuses archives consultées aux AD30) . Située dans le village, sur la Place, est également une propriété privée. Elle peut se visiter pendant la saison estivale. 460 visiteurs ravis en été 2024, soit un cumul de 3073 personnes en 7 étés. Le terme "demeure seigneuriale" a été employé pour la première fois par la Drac en novembre 2008, lors de la CRPS.

### Héraldique
| Blason de la commune de Vissec | Les armes de la Commune de Vissec se blasonnent ainsi : D'argent au lion de sable, au chef d'azur chargé du nom VISSEC en lettres capitales d'or |

## Politique et administration

### Municipalité
| Période                                  | Période   | Identité             | Étiquette | Qualité                                               |
| ---------------------------------------- | --------- | -------------------- | --------- | ----------------------------------------------------- |
|                                          | 1826      | François Bourrier    |           | Décédé en cours de mandat                             |
| en 1870                                  |           | Jean-Baptiste Saleil |           |                                                       |
| en 1936                                  |           | Joseph Faissat       |           |                                                       |
| en 1938                                  |           | Edmond Saleil        |           |                                                       |
| depuis 1945                              | mars 1981 | Marius Valette       |           | Décédé en cours de mandat                             |
| depuis mars 1981                         | En cours  | Laurent Pons         | PS        | Conseiller général du 3 décembre 2006 au 21 mars 2015 |
| Les données manquantes sont à compléter. |           |                      |           |                                                       |

En 1981, Laurent Pons est élu à la suite d'une élection partielle. Il est constamment réélu depuis cette date.
Laurent Pons représente Vissec à la communauté de communes du Pays Viganais.
En 2008, la commune de Vissec a fait réaliser par Ariane Coissieux une Marianne en céramique : La consigne était claire, il fallait qu'elle ait de belles rondeurs, à l'image des jolies visséquoises.
− http://ariane2003.free.fr/expc/marianne.html

### Intercommunalité
Vissec fait partie de la communauté de communes du Pays viganais.

## Population et société

### Démographie

#### Évolution démographique
L'évolution du nombre d'habitants est connue à travers les recensements de la population effectués dans la commune depuis 1793. Pour les communes de moins de 10 000 habitants, une enquête de recensement portant sur toute la population est réalisée tous les cinq ans, les populations de référence des années intermédiaires étant quant à elles estimées par interpolation ou extrapolation. Pour la commune, le premier recensement exhaustif entrant dans le cadre du nouveau dispositif a été réalisé en 2004.

En 2022, la commune comptait 68 habitants, en évolution de +21,43 % par rapport à 2016 (Gard : +2,97 %, France hors Mayotte : +2,11 %).
| 1793 | 1800 | 1806 | 1821 | 1831 | 1836 | 1841 | 1846 | 1851 |
| ---- | ---- | ---- | ---- | ---- | ---- | ---- | ---- | ---- |
| 255  | 255  | 300  | 377  | 376  | 394  | 375  | 361  | 383  |

| 1856 | 1861 | 1866 | 1872 | 1876 | 1881 | 1886 | 1891 | 1896 |
| ---- | ---- | ---- | ---- | ---- | ---- | ---- | ---- | ---- |
| 356  | 384  | 343  | 291  | 282  | 265  | 270  | 259  | 244  |

| 1901 | 1906 | 1911 | 1921 | 1926 | 1931 | 1936 | 1946 | 1954 |
| ---- | ---- | ---- | ---- | ---- | ---- | ---- | ---- | ---- |
| 220  | 212  | 218  | 145  | 122  | 118  | 102  | 78   | 57   |

| 1962 | 1968 | 1975 | 1982 | 1990 | 1999 | 2004 | 2006 | 2009 |
| ---- | ---- | ---- | ---- | ---- | ---- | ---- | ---- | ---- |
| 49   | 46   | 40   | 50   | 50   | 43   | 44   | 48   | 53   |

| 2014 | 2019 | 2022 | - | - | - | - | - | - |
| ---- | ---- | ---- | - | - | - | - | - | - |
| 56   | 67   | 68   | - | - | - | - | - | - |

#### Pyramide des âges
La population de la commune est relativement âgée.
En 2018, le taux de personnes d'un âge inférieur à 30 ans s'élève à 26,8 %, soit en dessous de la moyenne départementale (32,6 %). À l'inverse, le taux de personnes d'âge supérieur à 60 ans est de 35,9 % la même année, alors qu'il est de 29,6 % au niveau départemental.
En 2018, la commune comptait 27 hommes pour 36 femmes, soit un taux de 57,14 % de femmes, largement supérieur au taux départemental (51,82 %).
Les pyramides des âges de la commune et du département s'établissent comme suit.
| Hommes | Classe d’âge | Femmes |
| ------ | ------------ | ------ |
| 0,0    | 90 ou +      | 2,6    |
| 6,9    | 75-89 ans    | 5,3    |
| 31,0   | 60-74 ans    | 26,3   |
| 17,2   | 45-59 ans    | 15,8   |
| 20,7   | 30-44 ans    | 21,1   |
| 13,8   | 15-29 ans    | 18,4   |
| 10,3   | 0-14 ans     | 10,5   |

| Hommes | Classe d’âge | Femmes |
| ------ | ------------ | ------ |
| 0,9    | 90 ou +      | 2      |
| 8,3    | 75-89 ans    | 10,6   |
| 19,4   | 60-74 ans    | 19,9   |
| 20,4   | 45-59 ans    | 20,3   |
| 16,8   | 30-44 ans    | 17     |
| 16,4   | 15-29 ans    | 14,2   |
| 17,8   | 0-14 ans     | 15,8   |

## Économie

### Emploi
|                | 2008   | 2013  | 2018   |
| -------------- | ------ | ----- | ------ |
| Commune        | 5,1 %  | 5,1 % | 15,9 % |
| Département    | 10,6 % | 12 %  | 12 %   |
| France entière | 8,3 %  | 10 %  | 10 %   |

En 2018, la population âgée de 15 à 64 ans s'élève à 41 personnes, parmi lesquelles on compte 75 % d'actifs (59,1 % ayant un emploi et 15,9 % de chômeurs) et 25 % d'inactifs,. En  2018, le taux de chômage communal (au sens du recensement) des 15-64 ans est supérieur à celui du département et de la France, alors qu'en 2008 la situation était inverse.
La commune est hors attraction des villes,. Elle compte 21 emplois en 2018, contre 16 en 2013 et 12 en 2008. Le nombre d'actifs ayant un emploi résidant dans la commune est de 28, soit un indicateur de concentration d'emploi de 73,7 % et un taux d'activité parmi les 15 ans ou plus de 61,7 %.
Sur ces 28 actifs de 15 ans ou plus ayant un emploi, 19 travaillent dans la commune, soit 67 % des habitants. Pour se rendre au travail, 60 % des habitants utilisent un véhicule personnel ou de fonction à quatre roues, 6,7 % les transports en commun, 16,7 % s'y rendent en deux-roues, à vélo ou à pied et 16,7 % n'ont pas besoin de transport (travail au domicile).

### Activités hors agriculture

#### Secteurs d'activités
5 établissements sont implantés  à Vissec au 31 décembre 2019.
Le secteur de l'industrie manufacturière, des industries extractives et autres est prépondérant sur la commune puisqu'il représente 40 % du nombre total d'établissements de la commune (2 sur les 5 entreprises implantées  à Vissec), contre 7,9 % au niveau départemental.

#### Entreprises et commerces
Quatre exploitations agricoles: trois élèvent des brebis, une (Les Baumes) pour le lait pour le Roquefort, l'autre (Le mas du comte) pour la viande, et la troisième (Le Camp d'Alton (prononcer Candaltou)) élève des chèvres et pratique la vente au détail de pélardons et tommes de chèvres.
La Bergerie de la Baute a rejoint depuis un an, le rang des exploitations agricoles de Vissec et propose ses trois produits laitiers de brebis.

### Agriculture
|               | 1988  | 2000 | 2010  | 2020  |
| ------------- | ----- | ---- | ----- | ----- |
| Exploitations | 5     | 2    | 5     | 6     |
| SAU (ha)      | 1 210 | 804  | 1 658 | 1 366 |

La commune est dans le Causses du Larzac, une petite région agricole concernant six communes à l'extrême-ouest du département du Gard. En 2020, l'orientation technico-économique de l'agriculture  sur la commune est l'élevage d'équidés et/ou d' autres herbivores. Six exploitations agricoles ayant leur siège dans la commune sont dénombrées lors du recensement agricole de 2020 (cinq en 1988). La superficie agricole utilisée est de 1 366 ha,,.

## Culture et patrimoine

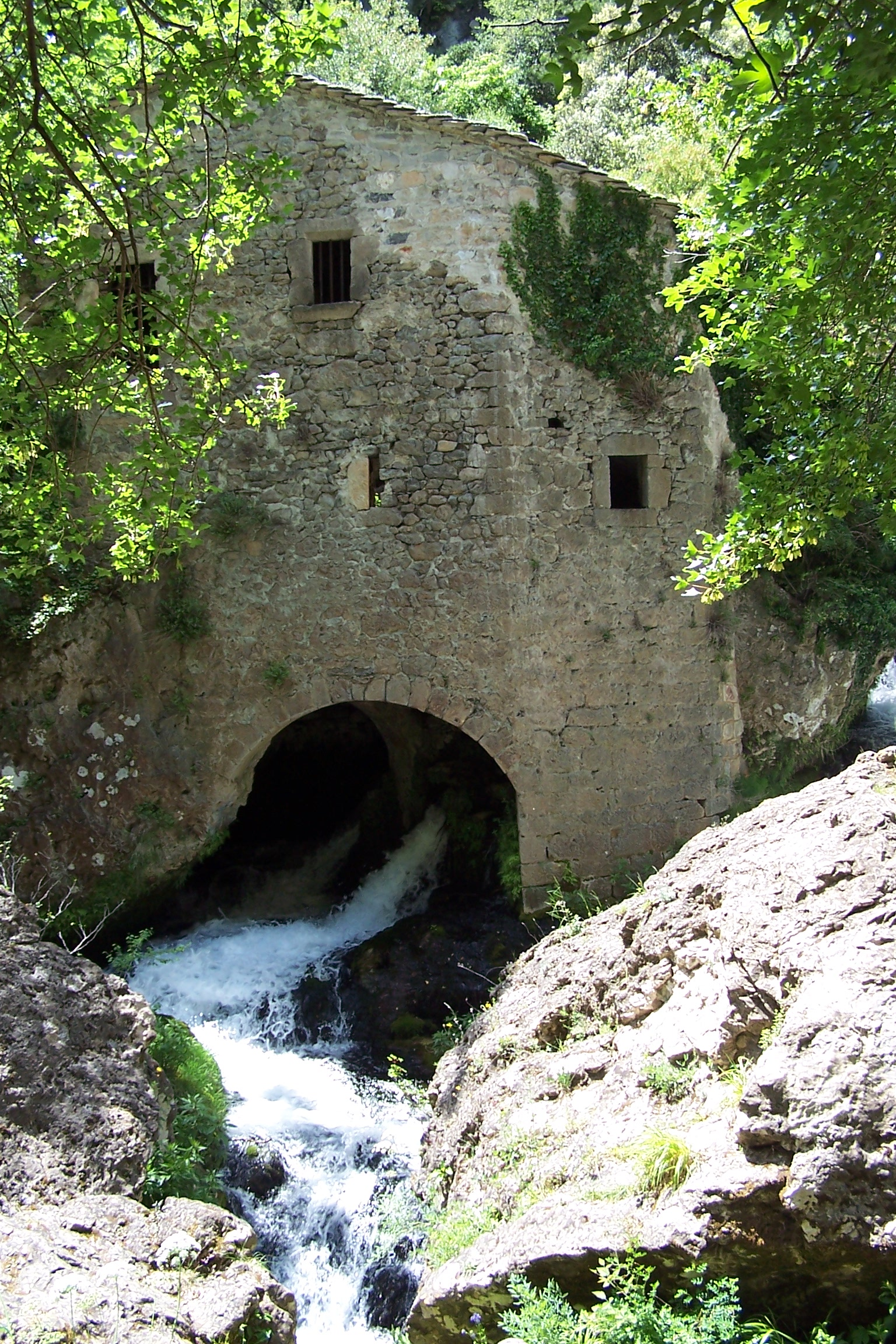
Le moulin et la foux de la Vis (résurgence).

### Culture
- Agir céramique, atelier de céramistes à Régagnas (vente, expositions, formations).

http://www.agir-ceramique.com

## Exposition
Le 21 juin 2010 est sorti le livre « Pierres et Âme » de Nicole Guy. 100 planches à l'encre de Chine sur l'habitat vernaculaire du village de Vissec agrémentés de poème de Jean-Frédéric Brun, en trois langues : occitan, français et anglais. Une présentation officielle et une exposition des originaux ont eu lieu du 7 au 23 août 2010 dans la salle des expos du château. Cette expo a reçu 246 visiteurs.
Les spéléologues caussenards les 9, 10 et 11 septembre 2011 à Vissec ont rassemblé 700 personnes. La salle des expos du château a abrité 400 lampes à acétylène pour la plus grande joie de tous les visiteurs.
Le château de Vissec a reçu une centaine de visiteurs pour les Journées Européennes du Patrimoine le 17 septembre 2016. L'Académie des Hauts Cantons y a donné une lecture à trois voix de "L'Anèl de la Serpnassa" de Jean-Frédéric Brun lu par lui-même en occitan et accompagné en français par Jordi Péladan et Madeleine Ribot-Vinas l'adaptatrice et organisatrice, devant 68 auditeurs attentifs.

### Patrimoine civil
- Le four à pain du village.
- Les moulins de la Foux.
- Promenade dans le village : Le Castellas totalement en ruine et le fort modeste, mais authentique château Monuments Historiques depuis 2009, le four communal, la rue, nombreuses maisons à balet.

### Patrimoine religieux
- Église Notre-Dame-de-la-Purification de Vissec, ou église Saint-Blaise de Vissec[41]. Construite de 1686 à 1688[41].

### Patrimoine environnemental
Le cirque de Vissec est dans les Gorges de la Vis.

## Randonnée
Le cirque de Vissec est traversé par plusieurs sentiers de randonnée :
- le PR de Régagnas (3,5 h) ;
- le PR des moulins de la Foux (sentier botanique) (2,5 h) ;
- le PR Le cirque de Vissec (2 h) ;
- le GRP du Tour du Larzac méridional.

## Vie locale

### Enseignement
L'école communale a fermé en 1968. Les enfants sont maintenant scolarisés à Alzon pour le primaire et au Vigan pour le collège et le lycée.

### Associations
Une association, affiliée à la Société centrale canine, a son siège social à Vissec : « Éducation canine agility causse et pays viganais ».
Une seconde association, affiliée à la Fédération Archéologique et Historique du Gard, a son siège social à Saint-Geniès-de-Comolas : « les Amis du Château de Vissec ».

### Personnalités liées à la commune
Les premiers Vissec sont connus par le cartulaire de Gellone : Geraldi Deusde de Virsech en 1077, Geraldi en 1112, Raimundus en 1164.
- Pierre de Vissec de La Tude : première génération connue des Vissec de la Tude. Sa devise : Sisto non sistor (Vainqueur jamais vaincu).
- Guy de Vissec (d. 1324), prieur de l'abbaye de Gellone à Saint-Guilhem-le-Désert.
- Charles de Vissec de Latude, comte de Ganges, époux de Diane de Joannis de Chateaublanc.
- Pierre de Montfaucon, baron de Vissec, baron d'Hierle, condamné à mort le 22 juillet 1654 pour vols et pillages.
- Michel de Montfaucon, fils du précédent, 1er marquis de Vissec, baron d'Hierle.
- Jean Alexandre de la Tour du Pin de Verclause.
- Jean Henry, dit Danry, dit Masers de Latude est un prisonnier français, célèbre pour ses nombreuses évasions.
- Félix Mazauric (1868-1919), instituteur et spéléologue.
- Lucien Delpon de Vissec, journaliste et écrivain catholique (1872-1953), descendant des Vissec de Latude.
- Le poète Jean-Frédéric Brun, présent à chaque manifestation au château de Vissec qui est pour lui le centre du royaume des « Encantadas », où il raconte des « sornetas » en occitan où sont en bonne place « Peperelet » et « Turlendu ».

## Divers

### Film tourné à Vissec
La Malédiction de Daniel Wronecki, 52 min, adaptation du Diable en sabot de Claude Seignolle, FR3, tourné à Vissec en 1971.